# Малоконеве
Малоко́неве —  село в Україні, у Компаніївській селищній громаді Кропивницького району Кіровоградської області. Населення становить 41 осіб. До 2020 орган місцевого самоврядування — Червонослобідська сільська рада.

## Населення
Згідно з переписом УРСР 1989 року чисельність наявного населення села становила 35 осіб, з яких 15 чоловіків та 20 жінок.
За переписом населення України 2001 року в селі мешкала 41 особа. 100 % населення вказало своєю рідною мовою українську мову.